# 천안봉명초등학교
천안봉명초등학교는 대한민국 충청남도 천안시 동남구에 있는 공립 초등학교이다.

## 학교 연혁
- 1983년 3월 3일: 개교
- 1995년 9월 1일: 천안미라초등학교 분리
- 1996년 3월 1일: 천안봉명초등학교로 개칭
- 1996년 3월 1일: 천안쌍용초등학교 분리
- 2018년 2월 8일: 제35회 44명 졸업
- 2018년 3월 1일: 11학급(특수 1학급) 편성, 병설유치원 2학급(특수 1학급)

## 참고 자료
- 천안봉명초등학교 - 한국교육학술정보원 학교알리미